# 수운교 석종
수운교 석종(水雲敎 石鐘)은 대전광역시 유성구 추목동, 수운교 본부에 있는 일제강점기의 석종이다. 1989년 3월 18일 대전광역시의 문화재자료 제13호로 지정되었다.

## 개요
수운교 본부의 천단 옆에 놓여 있는 것으로, 개구리 모양을 하고 있는 커다란 규모의 돌종이다.
다듬지 않은 자연석으로 되어 있으며 밑부분에는 두 개의 작은 받침돌이 놓여 있다. 누운 소와 같다고도 하는데, 두드리면 신기하게도 쇠북소리가 들려 석고(石鼓)라고도 부른다.
보령에서 처음 발견된 것으로, 이에 관한 다음과 같은 이야기가 전한다. 보령에 사는 수운교의 한 신도가 꿈을 꾼 후 그 장소로 찾아갔더니 꿈에서 본대로 이상한 바위가 있었다. 돌로 쳐 보니 쇠소리가 났고 후에 수운교주에게 알려 1925년 3월 지금의 자리에 놓아 두었다.
수운교 측에서는 이 석종 맞은 편에 이와 비슷한 형상의 돌을 구해 함께 설치해 놓았다.

## 참고 자료
- 수운교석종 - 국가유산청 국가유산포털